# Björn von der Wellen

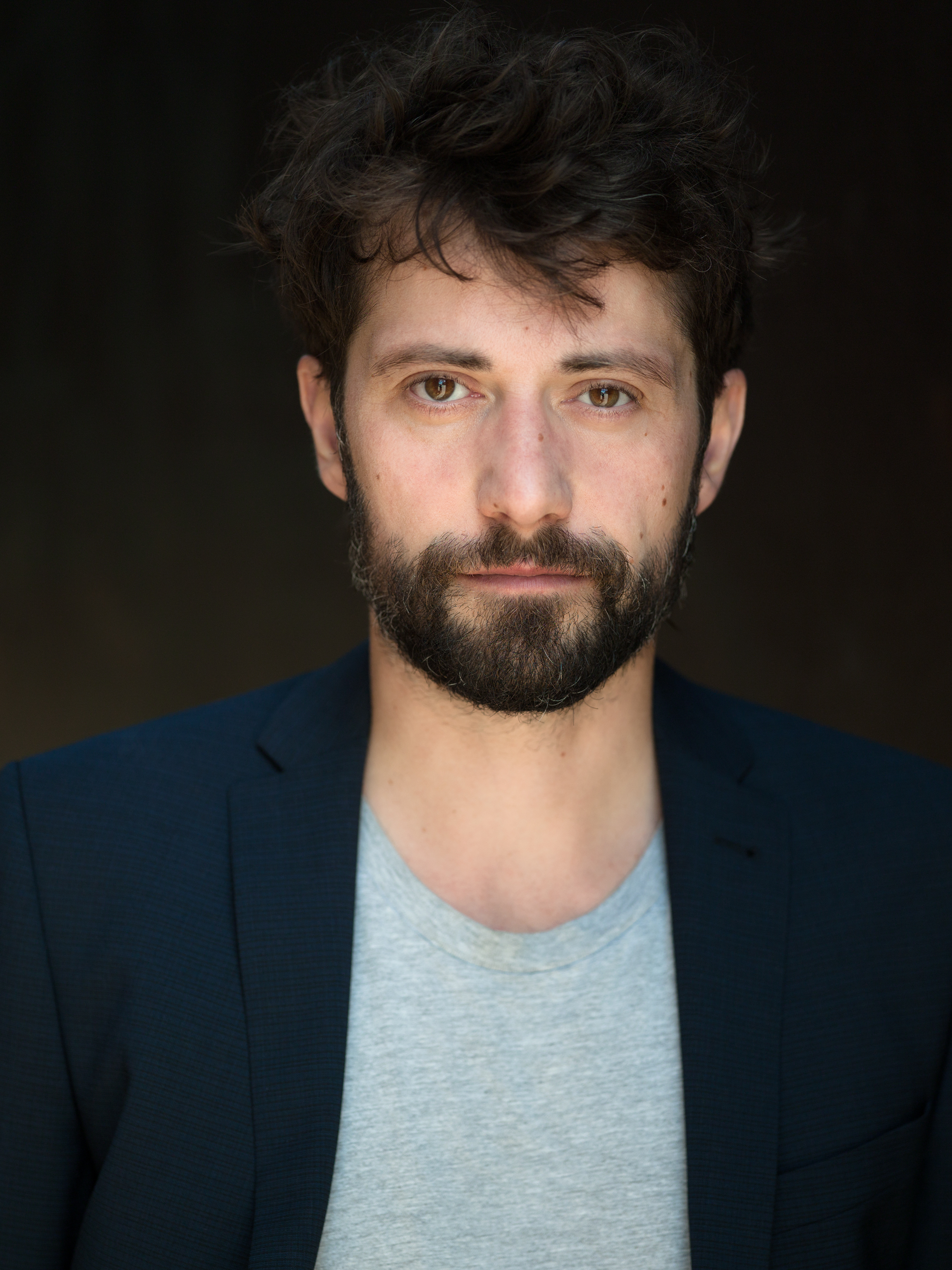
Björn von der Wellen (2016)

Björn von der Wellen (* 1980 in Ankum) ist ein deutscher Schauspieler.

## Leben
Björn von der Wellen absolvierte von September 2006 bis August 2009 seine Schauspielausbildung am Europäischen Theaterinstitut Berlin. Weitere Schauspielcoachings erfolgten zwischen 2010 und 2015 bei Frank Betzelt und Sigrid Andersson (Die Tankstelle) in Berlin.
Von 2008 bis 2011 war er am Berliner Ratibor-Theater engagiert, wo er zum festen Ensemble des Improvisationstheaters „Die Gorillas“ gehörte. Nach seinem Abschluss hatte von der Wellen ab 2010 verschiedene Theaterengagements, u. a. an den Landungsbrücken Frankfurt (2010–2011; u. a. als Robespierre in Dantons Tod), beim Hamburger Sprechwerk (2010–2011), am Theater der Keller in Köln (2011; als Robespierre in Dantons Tod), am Heimathafen Neukölln (2011–2014) und am Ballhaus Ost in Berlin (2012).
Erste Filmarbeiten von der Wellens waren zu Beginn seines Studiums, so als Jurastudent Holger in dem Spielfilm Meine verrückte türkische Hochzeit (2006). In dem Musik-Video zu Xavier Naidoos Lied Halte durch (2010) spielte er die männliche Hauptrolle, eine zwischen Jesus Christus und dem Hlg. Sebastian angelegte Märtyrer-Figur.
Im gleichen Jahr spielte er an der Seite von August Diehl und Alexander Fehling eine Nebenrolle (als Wohnungsbesitzer) in dem Kinofilm Wer wenn nicht wir, ein politisches Drama über die Vorgeschichte des deutschen Terrorismus der Rote Armee Fraktion.
Von 2010 bis 2015 spielte von der Wellen eine durchgehende Serienhauptrolle in der Fernsehserie Schloss Einstein. Er stellte den Erzieher und neuen Internatsleiter Alexander „Alex“ Fischer dar.
In dem Märchenfilm Schneeweißchen und Rosenrot (2012) hatte er eine Nebenrolle als einarmiger Bauer. In dem Märchenfilm Die kleine Meerjungfrau (2013) hatte er ebenfalls eine Nebenrolle. Er spielte Tönnes, einen der Freunde von Prinz Nikolas (Philipp Danne). In der Filmkomödie Miss Sixty (2014) spielte er den Journalisten Max Winther und Filmsohn von Edgar Selge, der die männliche Hauptrolle spielte.
Im September/Oktober 2015 drehte von der Wellen einen Fernsehfilm für die ZDF-Fernsehreihe Inga Lindström. In dem Film mit dem Titel Liebe lebt weiter, dessen Ausstrahlung im Mai 2016 erfolgte, übernahm von der Wellen als Ornithologe Jonas Andersson die männliche Hauptrolle. Im Februar 2016 war von der Wellen in der ZDF-Fernsehserie Der Bergdoktor in einer Episodenhauptrolle zu sehen; er verkörperte den erfolgreichen Hotelier Thomas Lambert.
Im März 2017 war von der Wellen in der ZDF-Serie Notruf Hafenkante in einer Episodenrolle zu sehen; er spielte André Wittich, den von seiner Frau getrennt lebenden Ehemann einer Hamburger Polizistin, die jugendliche Intensivtäter aus Brennpunktbezirken betreut. In der 5. Staffel der ZDF-Serie Bettys Diagnose (2018–2019) übernahm er eine der Episodenhauptrollen als Freund einer Extremsportlerin. In der 17. Staffel der ZDF-Serie SOKO Wismar (2020) spielte Björn von der Wellen eine der Episodenrollen als tatverdächtiger Bildhauer und Galerist Enno Paulsen. In der 6. Staffel der TV-Serie In aller Freundschaft – Die jungen Ärzte (2020) übernahm Björn von der Wellen eine der Episodenhauptrollen als Langzeitstudent Joni Schubert, der nach einem Zusammenbruch in die Notaufnahme kommt. In der 3. Staffel der TV-Serie SOKO Potsdam (2021) spielte er eine der Episodenhauptrollen als tatverdächtiger Inhaber eines Kletterparks.
Björn von der Wellen lebt in Berlin.

## Filmografie
- 2006: Meine verrückte türkische Hochzeit (Kinofilm)
- 2010: Wer wenn nicht wir (Kinofilm)
- 2011–2015: Schloss Einstein (Fernsehserie, Serienhauptrolle)
- 2012: Die vierte Macht (Kinofilm)
- 2012: Schneeweißchen und Rosenrot (Fernsehfilm)
- 2013: Die kleine Meerjungfrau (Fernsehfilm)
- 2014: Miss Sixty (Kinofilm)
- 2016: Der Bergdoktor: Erzwungene Liebe (Fernsehserie)
- 2016: Inga Lindström: Liebe lebt weiter (Fernsehreihe)
- 2017: Leanders letzte Reise
- 2017: Notruf Hafenkante: Engel (Fernsehserie)
- 2017: Tatort: Level X (Fernsehreihe)
- 2018: Alarm für Cobra 11 – Die Autobahnpolizei: Zwischen Leben und Tod (Fernsehserie)
- 2019: Electric Girl
- 2019: Bettys Diagnose: Glücksgefühle (Fernsehserie)
- 2020: SOKO Wismar: Nach der Ebbe kommt der Tod (Fernsehserie)
- 2020: In aller Freundschaft – Die jungen Ärzte: Missverständnisse (Fernsehserie, eine Folge)
- 2020: Ein starkes Team: Scharfe Schnitte (Fernsehreihe)
- 2021: SOKO Potsdam: Mutterliebe (Fernsehserie)
- 2021: SOKO Leipzig: Auf Sand gebaut (Fernsehserie)
- 2022: In aller Freundschaft: Andere Pläne (Fernsehserie)
- 2023: Der Bergdoktor: Im Netz (Fernsehserie)
- 2023: Inga Lindström: Einfach nur Liebe (Fernsehreihe)
- 2024: SOKO Stuttgart: Sündenfall im Vatikan (Fernsehserie)
- 2025: Die Kanzlei: Irre Zeiten (Fernsehserie, eine Folge)
- 2025: Ein starkes Team: Fast perfekte Morde (Fernsehreihe)

## Audioproduktionen
- 2022: Forever Club – Mystery-Hörspiel-Podcast von Jette Volland, Westdeutscher Rundfunk[12]
- 2025: Forever Club – Mystery-Hörspiel-Podcast - Staffel 2 von Jette Volland, Westdeutscher Rundfunk[13]